# علي ماهر (فنان)
علي ماهر (1958 - 10 يونيو 2013)  كان فنانًا ومعماريًا ومعلمًا وأيقونة ثقافية في عمان، الأردن. وادى الراحل ادوارا متعددة في عالم صناعة الافلام من خلال عضويته في مجلس مفوضي الهيئة الملكية الاردنية للأفلام كما ساهم في تأسيس مدرسة أتيليه بابا للفنون. في عام 2008، خلال فترة عمله كمفوض، حصل على مواد متنوعة من جمعية الصداقة الأردنية السوفيتية. وقد أثبتت هذه المواد أنها رؤية قيمة للعلاقات بين الأردن والاتحاد السوفياتي خلال الحرب الباردة. وعرف عنه اهتماماته المتنوعة بالتشكيل وفنون العمارة والسينما وصناعة افلام الكارتون، وهو مؤسس JAID ، أول استوديو في الأردن للرسوم المتحركة والتصاميم الصناعية.كما أنه كان تولى إدارة دارة الفنون، وهي منظمة غير ربحية تتخذ من عمان مقراً لها وتروج للفن الحديث منذ عشر سنوات. كما حاضر الراحل علي ماهر في الهندسة المعمارية والفنون والتصميم في مجموعة من المؤسسات الأكاديمية والتعليمية بالمملكة، بما في ذلك الجامعة الأردنية ، وجامعة البتراء، وجامعة البلقاء التطبيقية، والجامعة الألمانية الأردنية. بالإضافة إلى ذلك، عمل ماهر كمستشار للتصميم وامتلك مكتبًا معماريًا خاصًا لفترة مؤقتة.

## حياته المهنية
ولد ماهر عام 1958 في عمان. كان والده فواز ماهر جنرالا في القوات المسلحة الأردنية وزعيم القبائل الشركسية في الأردن. كان لوالده أيضًا علاقات وثيقة مع الاتحاد السوفيتي وكان عضوًا في جمعية الصداقة الأردنية السوفيتية.  كما درس علي ماهر الهندسة المعمارية في معهد موسكو المعماري في الاتحاد السوفيتي.
يتم التعرف على لوحات ماهر والرسوم التوضيحية للكتب في جميع أنحاء عمان بحيث يوصف أسلوبه بأنه «في مكان ما بين شاغال ودالي ولكن بحماس انطباعي إضافي».  انتقد ماهر في أحد أعماله جرائم الشرف.  ظهر ماهر أيضًا في العديد من الأفلام الأردنية أبرزها «الكابتن أبو رائد».  المعروف باسم «بابا» أو «شيخ عمان»، تناقلت جميع الصحف الكبرى في الأردن خبر وفاته جراء إصابته بسكتة دماغية بحيث توفي في 10/يونيو/2013 .